# Percy Dwight Bentley
Percy Dwight Bentley (La Crosse, 30 gennaio 1885 – Eugene, febbraio 1968) è stato un architetto statunitense ricordato per il suo contributo all'architettura residenziale americana, in particolare nello stile Prairie School, caratterizzato da linee orizzontali, integrazione con il paesaggio e dettagli artigianali..

## Biografia
Percy Dwight Bentley nacque a La Crosse, Wisconsin, il 30 gennaio 1885, figlio di un banchiere . Studiò architettura e frequentò la Ohio Wesleyan University come membro della classe non laureata del 1907 . Proseguì gli studi presso l'Armour Institute of Technology (oggi Illinois Institute of Technology) a Chicago, dove si iscrisse nel settembre del 1906 e nuovamente nel settembre del 1909 . Durante la sua permanenza a Chicago, Bentley frequentò assiduamente l'Art Institute of Chicago, dove ebbe l'opportunità di osservare da vicino Louis Sullivan e Frank Lloyd Wright, i cui studi erano situati nelle vicinanze. Questa esposizione diretta influenzò profondamente il suo interesse per i loro stili e filosofie architettoniche .
Tra il 1907 e il 1910, Bentley lavorò a La Crosse come disegnatore presso lo studio di Wells E. Bennett durante i periodi in cui non frequentava la scuola . Nel 1910 formò una breve collaborazione con William Bajari e assunse Otto A. Merman come disegnatore . La loro collaborazione si sviluppò ulteriormente, e nel dicembre del 1917 Bentley e Merman annunciarono formalmente la loro partnership a La Crosse, con uffici presso il Linker Building . Durante questo periodo, Bentley e Merman si specializzarono nella progettazione di residenze in stile Prairie, operando principalmente in Wisconsin e Minnesota . Bentley collaborò occasionalmente con altri architetti dello stile Prairie per alcune commissioni. Tra le sue opere più significative si annovera la progettazione della casa di Henry A. Salzer a La Crosse, Wisconsin, nel 1912 . Per questa residenza, Bentley si avvalse della collaborazione di George Mann Niedecken per la realizzazione di mobili, illuminazione e tappeti.
Bentley si trasferì successivamente a St. Paul, Minnesota, intorno al 1919, dove rimase per circa un decennio . Nel 1936 lasciò St. Paul e si trasferì definitivamente a Eugene, Oregon, dove continuò la sua carriera .
Bentley morì a Eugene, Oregon, nel febbraio 1968 .

## Riconoscimenti ed Eredità
Il lavoro di Bentley, insieme a quello di altri architetti, fu onorato dalla Camera di Commercio e dal Museo di Roswell, New Mexico, per il contributo dato all'architettura americana tra il 1900 e il 1920 . La sua influenza nello stile Prairie, caratterizzato da linee orizzontali, integrazione con il paesaggio e dettagli artigianali, ha lasciato un segno significativo sull'architettura residenziale del ventesimo secolo a La Crosse .